# Alexander G. Floyd
Alexander Geoffrey Floyd (Hampton, 1º aprile 1926 – 12 dicembre 2022) è stato un botanico australiano esperto in foreste pluviali, in particolare del Nuovo Galles del Sud.

## Biografia
Floyd ha lavorato con la New South Wales Forestry Commission, con il Dipartimento delle Foreste di Papua Nuova Guinea e con il National Parks and Wildlife Service del Nuovo Galles del Sud. Ha contribuito alla creazione del North Coast Regional Botanic Garden presso Coffs Harbour.
In suo onore sono stati denominati due generi e parecchie specie di piante; tra di esse si ricordano Floydia, Alexfloydia e Endiandra floydii.